# Sceptic
Sceptic ist eine polnische Technical-Death-Metal-Band aus Krakau, die im Jahr 1994 unter dem Namen Tormentor gegründet wurde.

## Geschichte
Die Band wurde im Jahr 1994 von Maciej Zięba (Schlagzeug), Dariusz „Yanuary“ Styczeń (E-Gitarre) und Jacek Hiro (E-Gitarre) unter dem Namen Tormentor gegründet. Der fehlende Sänger wurde mit Arek Stawiarski im Folgejahr gefunden und der Name wurde in Sceptic geändert. Zudem ersetzte Jacek Mrożek den Gitarristen Dariusz Styczeń. Im Jahr 1996 nahmen sie ihr erstes Demo namens Demo 96 auf. Die nächste Demo folgte mit Beyond Reality im Jahr 1997, nachdem Bassist Paweł Kolasa (Athropia Red Sun) der Band beitrat. Im Jahr 1998 veränderte sich das Line-Up erneut stark. Es bestand nun aus Jacek Hiro (E-Gitarre), Kuba Kogut (Schlagzeug), Marcin Urbaś (Gesang) und Paweł Kolasa (E-Bass). Zusammen nahmen sie das Demo Promo 98 und führte zu einem Vertrag mit Massive Management.
Im Januar 1999 nahm die Band ihr Debütalbum Blind Existence auf, auf dem der neue, zweite Gitarrist Czesiek Semla zu hören war. Es folgten einige Konzerte wie das Thrash’em All Festival ‘99 und das Mystic Festival ‘99. Das Album wurde erst im November 1999 über Mystic Production veröffentlicht. Die Band erhöhte ihre Bekanntheit zum einen durch die Veröffentlichung des Albums, zum anderen durch die Tatsache, dass Marcin Urbaś ein sehr erfolgreicher Sprinter war. So hält er den polnischen Rekord im 200-Meter-Lauf.
Im Februar 2000 änderte sich das Line-Up erneut. Schlagzeuger Maciej Zięba kehrte wieder zurück zur Band, Marcin Urbaś verließ die Band und wurde durch Michał Senajko ersetzt. Sceptic schrieb neues Material und trat auf verschiedenen Konzerten wie dem Thrash’em All Festival 2000 auf. Am 15. September betraten sie das Studio Selani, um ihr zweites Album mit dem Namen Lost Identity aufzunehmen. Produziert wurde es von Szymon Czech. Das Album enthielt das Lied Arctic Crypt, das im Original von der Band Nocturnus stammt. Auch wurde ein Musikvideo zu dem Lied Pathetic Being produziert. Danach wurde der Name des Albums in Pathetic Being geändert. Das Cover wurde von Jacek Wiśniewski (Vader, Decapitated, Dies Irae, Hades) gestaltet. Nach den Aufnahmen verließ Michał Senajko die Band und wurde durch Michał Skotniczny (Crionics) ersetzt.
Im Januar 2001 unterschrieb die Band einen Vertrag bei Empire Records und veröffentlichte im selben Jahr das Album Pathetic Being. Im selben Jahr wurde auch das Live-Album Lost Live Identity über Mystic Production veröffentlicht.
Im Jahr 2003 und 2005 wurden mit Unbeliever’s Script (Candlelight Records) und Internal Complexity (Mystic Production) zwei weitere Alben veröffentlicht.

## Stil
Die Band spielt eine Variante des Technical Death Metal, die mit den Werken der Progressive-Death-Metal-Band Cynic vergleichbar ist. Der Gesang erinnert an den von Kelly Shaefer (Atheist).

## Diskografie
- 1996: Demo 96 (Demo, Eigenveröffentlichung)
- 1997: Beyond Reality (Demo, Eigenveröffentlichung)
- 1998: Promo 98 (Demo, Eigenveröffentlichung)
- 1999: Blind Existence (Album, Mystic Production)
- 2001: Pathetic Being (Album, Empire Records)
- 2001: Lost Live Identity (Live-Album, Mystic Production)
- 2003: Unbeliever’s Script (Album, Candlelight Records)
- 2005: Internal Complexity (Album, Mystic Production)
- 2022: Nailed to Ignorance (Album, Szataniec)